# Elezione papale del 1118
L'elezione papale del 1118 si svolse a Roma tra il 23 e il 24 gennaio 1118, a seguito della morte di Papa Pasquale II; venne eletto Papa Gelasio II. L'elezione si svolse in segreto presso l'ormai non più esistente monastero di Palladio sul Palatino. Fu la prima elezione cum clave (sotto chiave), svoltasi appunto in un luogo chiuso al pubblico.
Alfonso Chacón dà testimonianza, nel suo Vitae et res gestae Pontificum Romanorum et S. R. E. Cardinalium, della presenza di 51 cardinali, 45 dei quali nominati da Pasquale II e 6 dal suo predecessore Urbano II. Di essi: 5 erano cardinali vescovi; 28 cardinali presbiteri; 18 cardinali diaconi.

## Svolgimento
Prima dell'inizio dell'elezione si tenne un incontro nella Basilica Vaticana in cui alcuni dei più importanti giuristi del tempo ricordarono le norme che regolavano all'epoca le elezioni pontificie. Durante la Sede Vacante la direzione dei lavori fu assunta dal Cardinale di Porto, Pietro Seniore, che guidò un secondo incontro preliminare dei cardinali e fece chiamare a Roma il cardinale Giovanni di Gaeta, che si era ritirato a Montecassino, dopo diversi anni al servizio della Chiesa di Roma.
Il Conclave iniziò il 23 gennaio e dopo appena un giorno venne eletto proprio di Giovanni di Gaeta, che scelse il nome di Gelasio II. L'esito del sacro consesso scatenò l'immediata reazione dei Frangipane, che irruppero con la forza nel monastero in cui erano ancora riuniti i cardinali e portarono via il papa neoeletto per imprigionarlo. I Romani si risentirono di tali sdegnosi fatti e a loro volta si recarono in armi verso il Campidoglio, dove il papa era prigioniero, ottenendo il suo rilascio. Gelasio II fu issato su un cavallo bianco, incoronato, e portato in processione fino al Palazzo Laterano.

## Lista dei partecipanti

### Presenti in conclave
| Nome                                | Paese                       | Titolo                                               | Ruolo | Nascita  | Concistoro |
| ----------------------------------- | --------------------------- | ---------------------------------------------------- | --- | -------- | ---------- |
| Crescenzio                          | Stato Pontificio            | Cardinale vescovo di Sabina                          | Decano del Collegio cardinalizio |          | 1116       |
| Pietro Senex                        | Stato Pontificio            | Cardinale vescovo di Porto                           | Vicario di Roma |          | 1116       |
| Lamberto Scannabecchi               | Stato Pontificio            | Cardinale vescovo di Ostia                           | eletto papa con il nome di Onorio II nel 1124 | 1060     | 1099       |
| Vitale                              |                             | Cardinale vescovo di Albano                          | |          | 1115       |
| Divizzo                             | Stato Pontificio            | Cardinale vescovo di Frascati                        | |          | 1115       |
| Amico, O.S.B. Clun.                 | Stato Pontificio            | Cardinale presbitero di Santa Croce in Gerusalemme   | Abate di San Lorenzo fuori le mura |          | 1088       |
| Bonifacio                           | Stato Pontificio            | Cardinale presbitero di San Marco                    | |          | 1114       |
| Benedetto                           | Stato Pontificio            | Cardinale presbitero di San Pietro in Vincoli        | |          | 1100       |
| Giovanni                            | Stato Pontificio            | Cardinale presbitero di Santa Cecilia                | |          | 1107       |
| Teobaldo                            | Stato Pontificio            | Cardinale presbitero dei santi Giovanni e Paolo      | |          | 1100       |
| Anastasio iuniore                   | Stato Pontificio            | Cardinale presbitero di San Clemente                 | |          | 1112       |
| Rainerio                            |                             | Cardinale presbitero di Santi Marcellino e Pietro    | |          | 1099       |
| Corrado della Suburra               | Stato Pontificio            | Cardinale presbitero di Santa Pudenziana             | [Abate di San Rufino in Avignone; eletto papa Anastasio IV nel 1153                                                                                           | 1073     | 1113       |
| Gerardo                             | Regno di Francia            | Cardinale presbitero di Santa Prisca                 | Monaco del monastero di Palladio |          | 1115       |
| Desiderio                           | Regno di Francia            | Cardinale presbitero di Santa Prassede               | |          | 1105       |
| Adeodato                            |                             | Cardinale presbitero di San Lorenzo in Damaso        | |          | 1113       |
| Gregorio Albergati                  | Stato Pontificio            | Cardinale presbitero di San Lorenzo in Lucina        | |          | 1107       |
| Giovanni, O.S.B.                    | Stato Pontificio            | Cardinale presbitero di Sant’Eusebio                 | |          | 1114       |
| Guido, O.S.B.                       | Stato Pontificio            | Cardinale presbitero di Santa Balbina                | |          | 1099       |
| Giovanni da Crema                   | Ducato di Lombardia         | Cardinale presbitero di San Crisogono                | | 1070 ca. | 1117       |
| Sasso dei conti di Segni            | Stato Pontificio            | Cardinale presbitero di Santo Stefano al Monte Celio | Segretario papale; Uditore del Sacro Palazzo | 1060 ca. | 1117       |
| Pietro Gherardeschi                 | Repubblica di Pisa          | Cardinale presbitero di Santa Susanna                | Segretario papale |          | 1112       |
| Arnico, O.S.B.                      |                             | Cardinale presbitero dei Santi Nereo e Achilleo      | |          | 1099       |
| Giovanni Caetani                    | Ducato di Gaeta             | Cardinale presbitero di Sant'Anastasia               | Cardinale protodiacono; Cancelliere di Santa Romana Chiesa emerito                                                                                            | 1060 ca. | 1088       |
| Gregorio, O.S.B.                    | Stato Pontificio            | Cardinale diacono di Sant'Eustachio                  | Abate dei Ss. Gregorio e Andrea Clivi Scauri |          | 1099       |
| Romualdo I Guarna                   | Stato Pontificio            | Cardinale diacono di Santa Maria in Via Lata         | Legato pontificio nel Regno dei Normanni | 1075 ca. | 1112       |
| Aldo da Ferentino                   | Stato Pontificio            | Cardinale diacono dei Santi Sergio e Bacco           | |          | 1099       |
| Teobaldo Boccapecora                | Stato Pontificio            | Cardinale diacono di Santa Maria Nuova               | |          | 1102       |
| Roscemanno Sanseverino, O.S.B. Cas. | Ducato di Puglia e Calabria | Cardinale diacono di San Giorgio in Velabro          | |          | 1106       |
| Pietro Pierleoni, O.S.B. Clun.      | Stato Pontificio            | Cardinale diacono dei Santi Cosma e Damiano          | futuro antipapa Anacleto II | 1090 ca. | 1116       |
| Oderisio di Sangro, O.S.B. Cas.     | Ducato di Puglia e Calabria | Cardinale diacono di Sant'Agata alla Suburra         | Diacono della Patriarcale Basilica Lateranense |          | 1112       |
| Cosma                               | Ducato di Lombardia         | Cardinale diacono di Santa Maria in Aquiro           | Legato pontificio |          | 1088       |
| Gregorio Papareschi                 | Stato Pontificio            | Cardinale diacono di Sant'Angelo in Pescheria        | Canonico regolare della Basilica Lateranense; Abate del monastero dei Santi Nicola e Primitivo; eletto papa con il nome di Innocenzo II nel conclave del 1130 | 1080 ca. | 1116       |
| Crisogono Malcondini                | Repubblica di Pisa          | Cardinale diacono di San Nicola in Carcere           | Vice-Cancelliere di Santa Romana Chiesa |          | 1117       |
| Enrico Beccadelli, O.S.B.           | Contea di Sicilia           | Cardinale diacono di San Teodoro                     | Abate di Santa Maria di Mazara |          | 1117       |

### Assenti in conclave
| Nome                | Paese               | Titolo                                      | Ruolo                                        | Nascita  | Concistoro |
| ------------------- | ------------------- | ------------------------------------------- | -------------------------------------------- | -------- | ---------- |
| Giovanni Marsicanus | Stato Pontificio    | Cardinale vescovo di Tuscolo                |                                              |          | 1100       |
| Kuno von Urach      | Sacro Romano Impero | Cardinale vescovo di Palestrina             | Legato pontificio in Francia e Germania      | 1060 ca. | 1107       |
| Bosone di Torino    |                     | Cardinale presbitero di Sant'Anastasia      | Legato pontificio in Spagna                  |          | 1109       |
| Ugone da Alatri     | Repubblica di Pisa  | Cardinale presbitero dei Santi XII Apostoli | Governatore della Rocca di San Felice Circeo | 1055 ca. | 1105       |